# Де ла Рош, Мазо
Мазо де ла Рош (15 января 1879, Ньюмаркет, Онтарио — 12 июля 1961, Торонто) — канадская писательница-прозаик и драматург, известная как автор цикла произведений о семействе Уайтоук.

## Биография
Мазо (Мэйзи) Рош родилась в Ньюмаркете (Онтарио) в 1879 году, став единственным ребёнком в семье Уильяма Роша и Альберты Луизы Ланди. По одним источникам, отец девочки был коммивояжёром, по другим — каменщиком. Её детство в основном прошло в Торонто, но в конце 1880-х и начале 1890-х годов она несколько лет прожила у родителей матери в Ориллии (Онтарио). Ещё в детстве Мазо подчеркнула французское происхождение своей фамилии, добавив к ней «де ла».
В Торонто Мазо близко сошлась с близкой родственницей Кэролайн Клемент, вместе с которой жила на протяжении 70 лет. В 13 лет начала посещать частную школу, позже окончила Торонтский университет и училась в Онтарийской школе искусств. Как писательница начала с рассказов, первые из которых сочинила ещё до Первой мировой войны, а в начале 1920-х годов выпустила два романа.
Литературное творчество стало основным занятием де ла Рош в 36 лет, после того как умер её отец. Первый значительный успех пришёл к ней в 1927 году, когда её роман «Джална» был удостоен премии литературного журнала Atlantic Monthly в размере 10 тысяч долларов. Этот роман стал первым в большом цикле произведений, посвящённых семейству Уайтоук и его поместью Джална, последнее из которых, роман «Весна в Джалне», увидело свет в 1960 году. В общей сложности семейная сага Уайтоуков насчитывает 16 романов, описывающих 100-летнюю историю рода, но написанных не в хронологическом порядке, и пьесу «Уайтоуки». Эта пьеса долгое время с успехом шла в театрах Лондона, Нью-Йорка и Торонто и легла в основу голливудского кинофильма («Джална», 1935). По мотивам цикла об Уайтоуках был снят также телесериал CBC, вышедший на экраны в 1972 году. Отдельные произведения этого цикла удостоились собственного литературного успеха — так, роман «Молодой Ренни» несколько месяцев входил в список бестселлеров газеты New York Herald Tribune.
В общей сложности за творческую карьеру Мазо де ла Рош сочинила 23 романа, 13 пьес и более 50 рассказов. В годы Второй мировой войны она также написала по заказу издательства Doubleday беллетризированную историю города Квебека, которую сама писательница называла «кукушачьим яйцом», подброшенным в «аскетичное гнездо историков». В 1957 году в свет вышла также автобиография де ла Рош «Вносить разнообразие» (англ. Ringing the Changes). Произведения цикла о Джалне были проданы общим тиражом 9 миллионов копий, выдержав 193 издания на английском и 92 издания на других языках. При этом основной популярностью творчество де ла Рош пользовалось за пределами Канады — в США и Европе, так как сами канадцы считали, что её произведения слишком далеки от реальной жизни страны. Хотя книги де ла Рош продолжали хорошо продаваться до 1960-х годов, её послевоенные произведения получали отрицательные отзывы от критиков, отмечавших схематичность сюжетов и излишнюю сентиментальность. Большая советская энциклопедия указывает, что её герои как правило далеки от социальных проблем, а сюжеты строятся только вокруг семейных отношений. Тем не менее, Канадская энциклопедия называет ошибкой попытки распространить отрицательную оценку на всё творчество де ла Рош, отмечая, что её довоенные произведения отличают хорошо прорисованные образы персонажей, качественные диалоги и тонкие наблюдения.
Умерла в 1961 году в Торонто. Похоронена на кладбище англиканской церкви Св. Георгия в Джорджине (Онтарио); спустя несколько лет рядом с де ла Рош была похоронена Кэролайн Клемент. В 1976 году Мазо де ла Рош признана лицом национального исторического значения в Канаде.